# Nationaal Monument Kamp Amersfoort
Nationaal Monument Kamp Amersfoort is een museum waarin de 47.000 mensen centraal staan die tijdens de Tweede Wereldoorlog in Kamp Amersfoort gevangen zaten. Het was het langst operationele concentratiekamp in het door Duitsland bezette Nederland. 
In 2021 is het ondergrondse museum geopend met daarin o.a. een permanente tentoonstelling en een jaarlijks wisselende tentoonstelling. Aan de hand van objecten, documenten en beeldmateriaal wordt het structurele systeem belicht van honger, dwangarbeid, mishandeling, transporten en executies. Op het binnenterrein bevinden zich o.a. de originele appèlklok en vijf bomen uit de oorlog. Op het buitenterrein bevinden zich meerdere monumenten en de Schietbaan, die door gevangenen met de hand is uitgegraven. Bij de museumingang staat een authentieke wachttoren.

## Geschiedenis
In 1953 werd het monumentale standbeeld ‘Gevangene voor het vuurpeloton’ onthuld, beter bekend als ‘De stenen man’, vervaardigd door beeldhouwer Frits Sieger. Het terrein van Kamp Amersfoort werd na de oorlog hergebruikt door het ministerie van Defensie en als opleidingsinstituut voor de politie, waarvoor alle barakken zijn gesloopt. Pas op 28 maart 2000 werd de Stichting Nationaal Monument Kamp Amersfoort opgericht, met als doel de restanten van Kamp Amersfoort te behouden en te bevorderen dat het voormalig kampterrein wordt bestemd tot plaats van herinnering, herdenking en bezinning. Het initiatief was afkomstig van oud-gevangene Gerrit Kleinveld en vertegenwoordiger van de tweede generatie Cees Biezeveld, die de eerste directeur werd. Het logo van de stichting, een door prikkeldraad omgeven roos, herinnert aan de vroegere strafplek die "rozentuin" werd genoemd en is gebaseerd op twee tekeningen van oud-gevangene Jacques Kopinsky. In 2004 werd een bescheiden herinneringscentrum geopend.

## Jaarlijkse herdenking
Op 19 april wordt jaarlijks de bevrijding van Kamp Amersfoort herdacht: op die datum werd in 1945 het beheer van het kamp overgedragen aan het Rode Kruis. Op 4 mei worden met een middag- en een avondprogramma de doden herdacht; in Kamp Amersfoort zijn 662 mensen gestorven door executies, mishandeling of uitputting en van de mannen die als dwangarbeider of strafgevangene op transport werd gezet naar andere kampen overleed 15 %. Op 11 oktober vindt de Tocht van Vrees en Hoop plaats, waarbij de route naar het station wordt gevolgd. Het grootste transport van 1.438 mannen vond plaats op 11 oktober 1944 naar Neuengamme, waarvan 82 % nooit is teruggekeerd. Daarnaast zijn er kleinere herdenkingen, o.a. op 20 maart aan de Appelweg en op 16 oktober in Woudenberg.
Nationaal Monument Kamp Amersfoort telt 10 betaalde medewerkers en 140 vrijwilligers. De huidige directeur is Micha Bruinvels. Nationaal Monument Kamp Amersfoort produceerde de podcast 'De verdwenen SS'er' en publiceert  onderzoeksresultaten in het halfjaarlijkse digitale magazine 'InBeeld' en in de onderzoeksreeks 'Geschiedenis van een Plek'.

## Fotogalerij

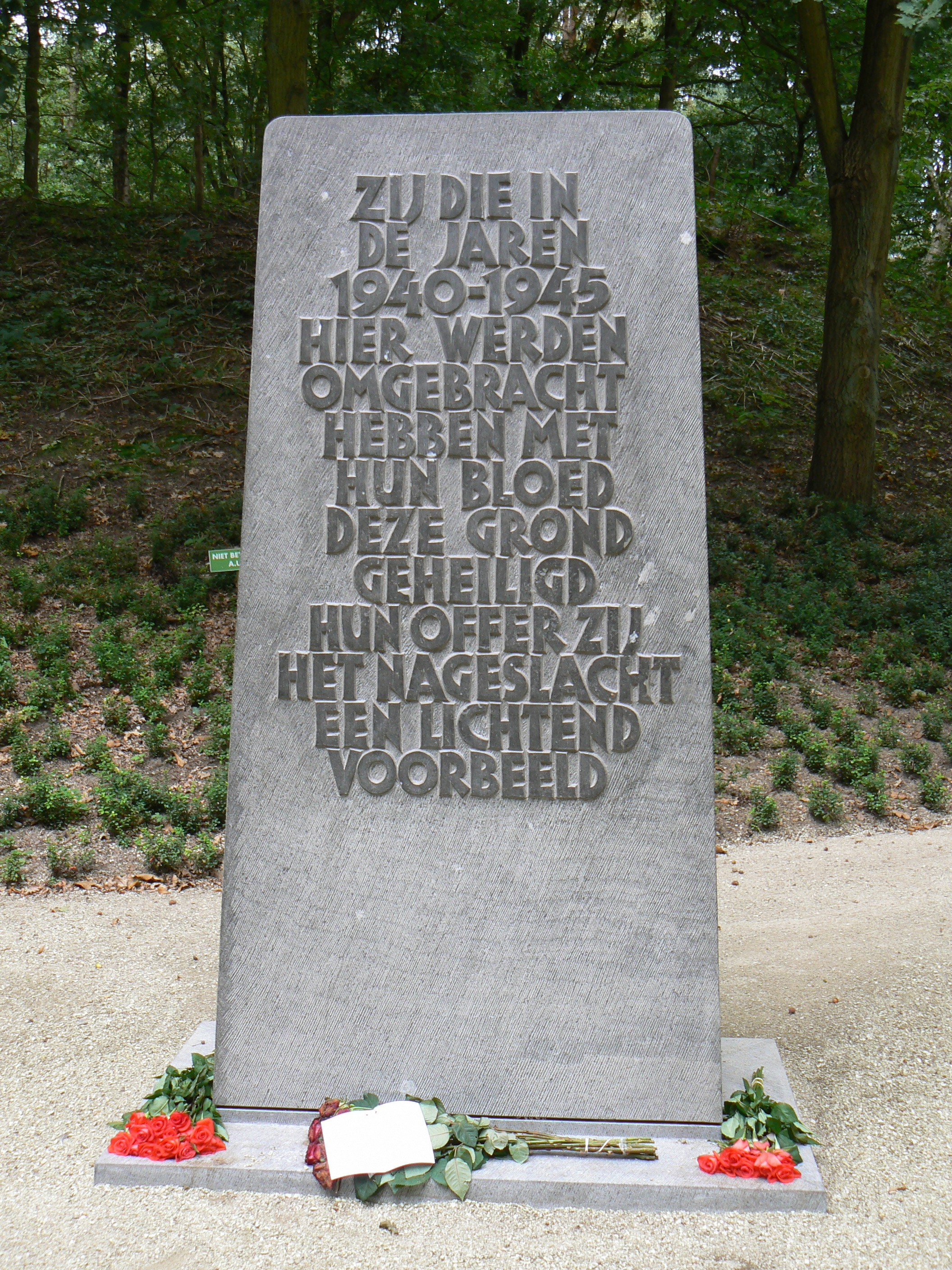
Gedenksteen (1952)
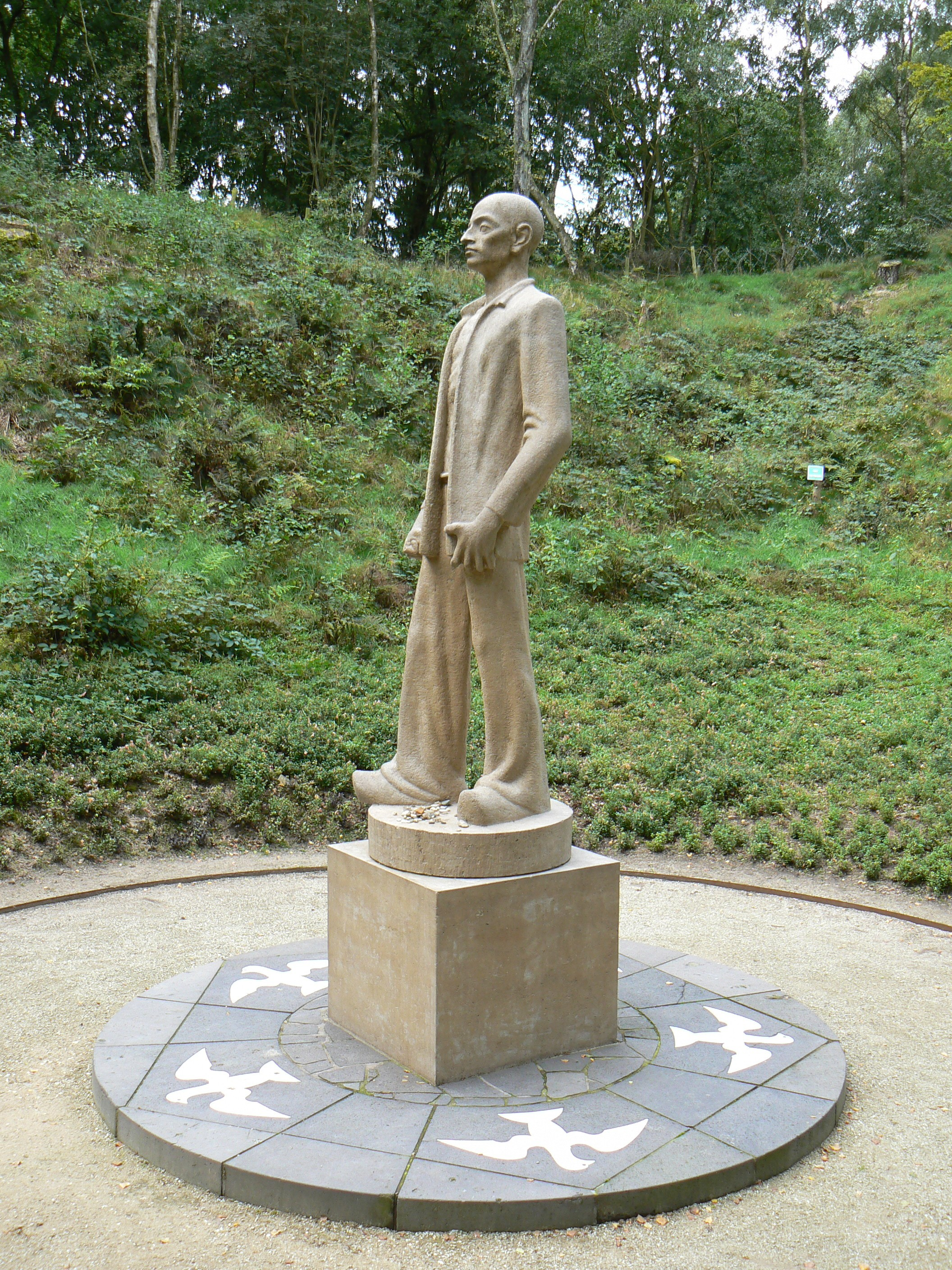
Nationaal Monument "De stenen man" (1953)
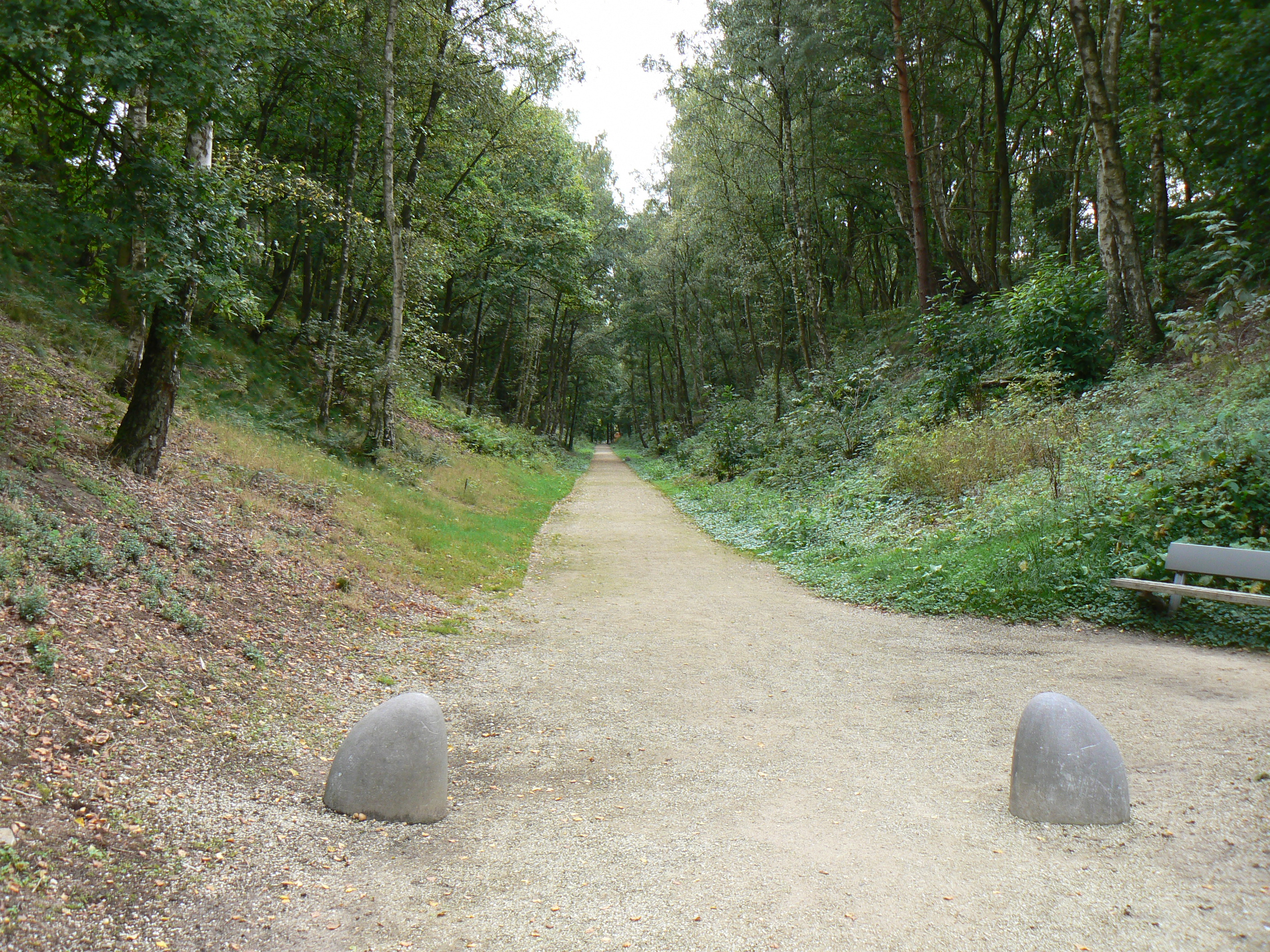
Voormalige schietbaan
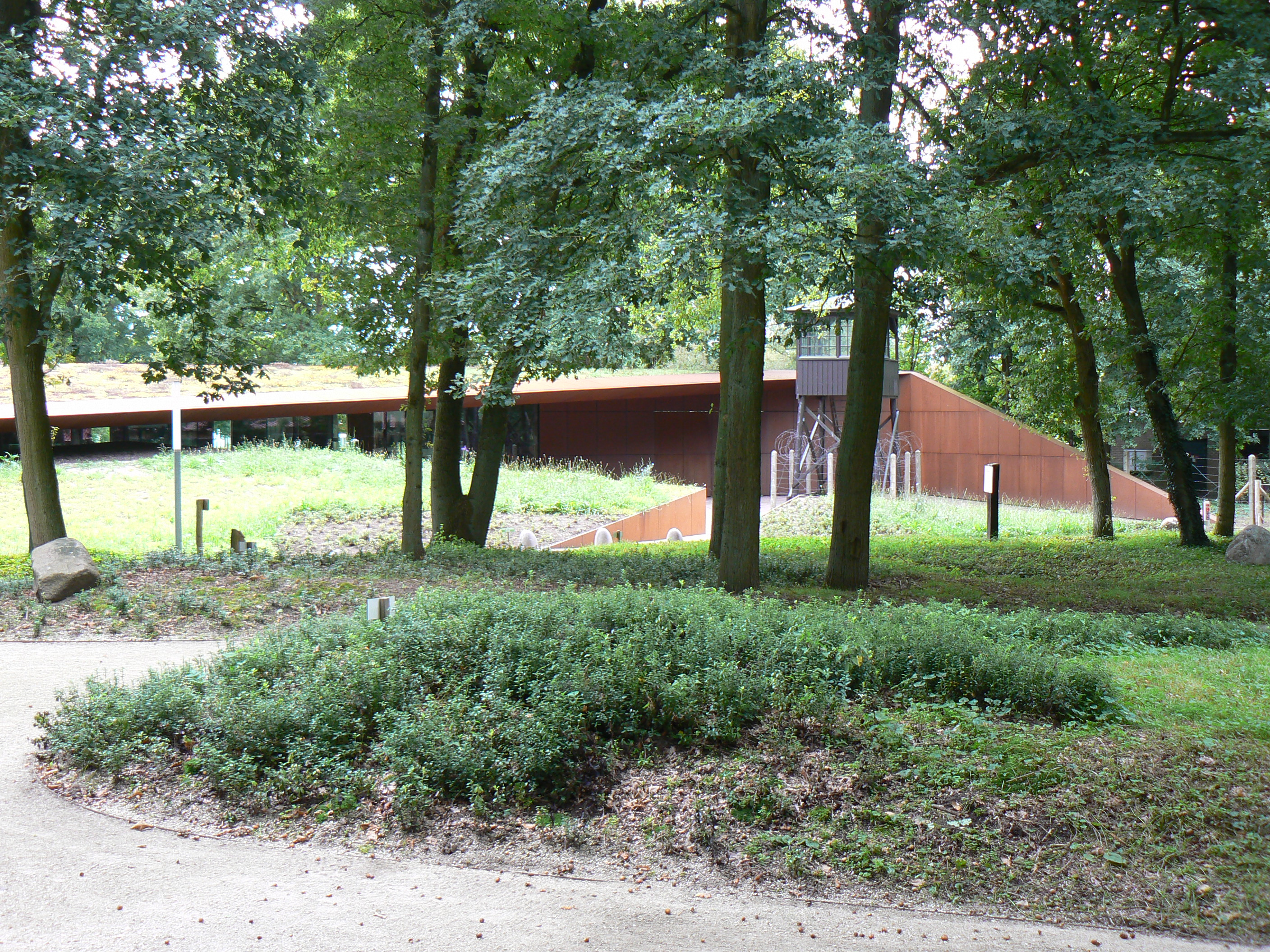
Overzicht
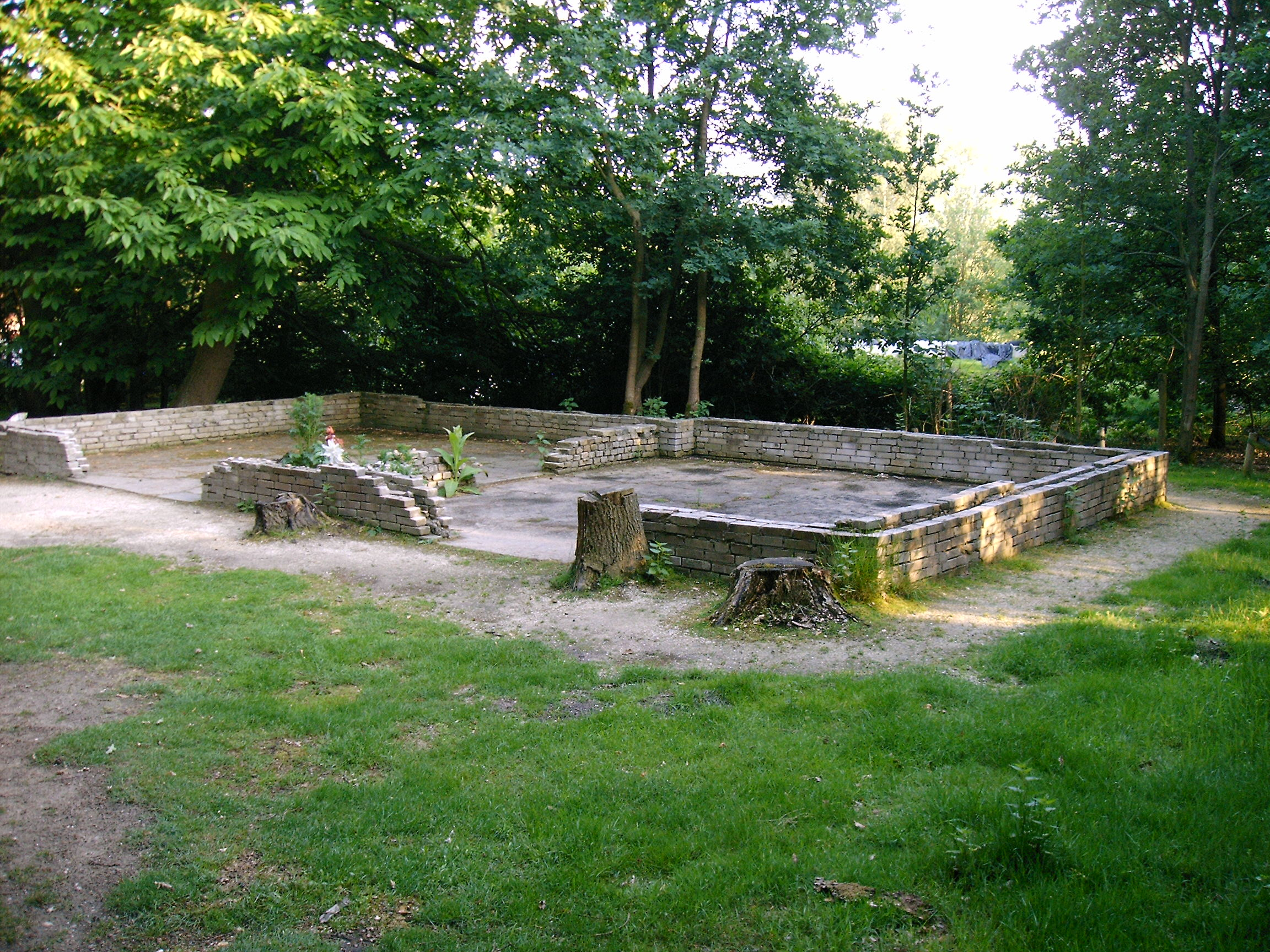
Restanten van de lijkhuisjes
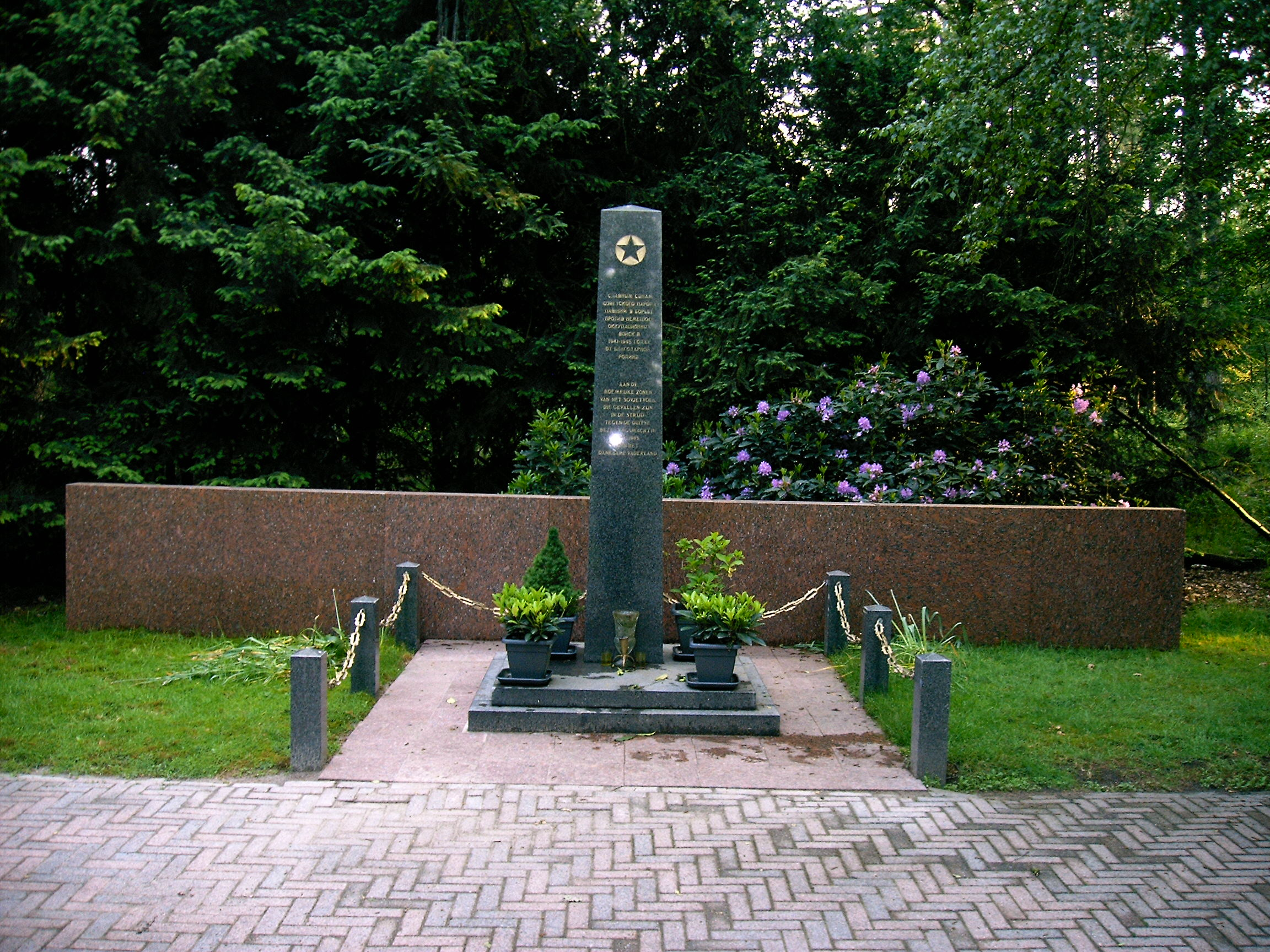
Gedenksteen voor Russische krijgsgevangenen
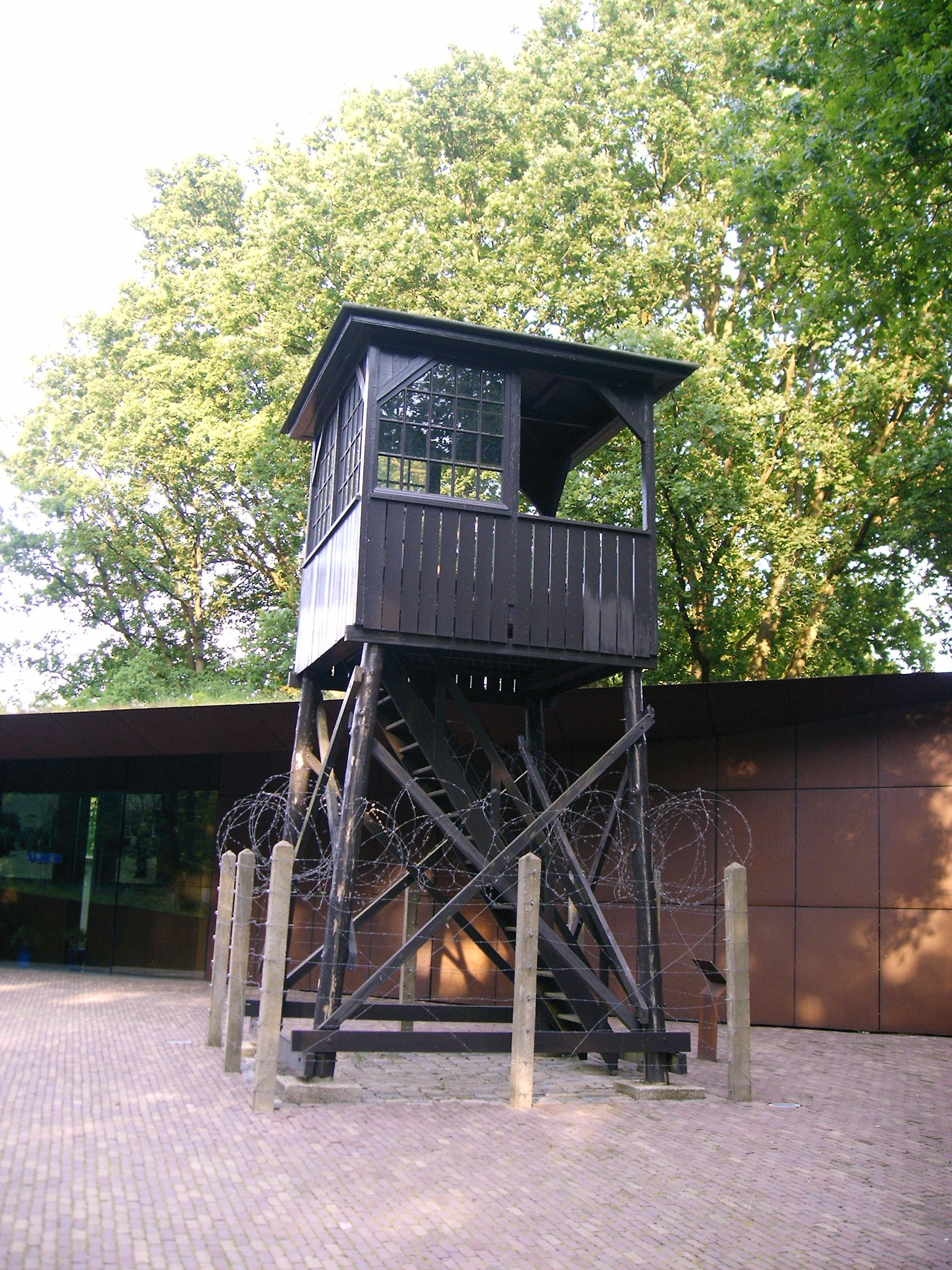
Originele wachttoren
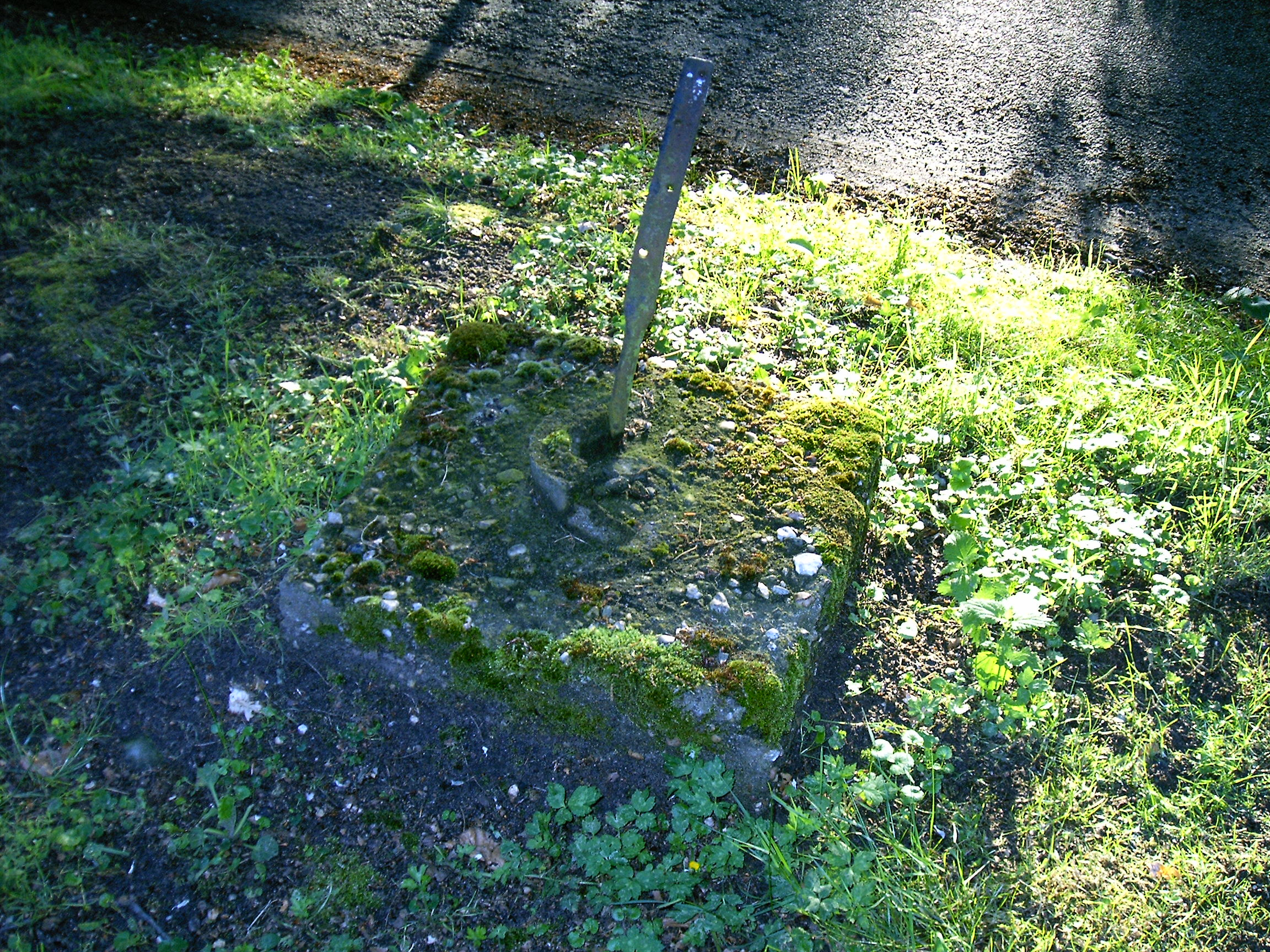
Fundering van wachttoren die oorspronkelijk bij de poort heeft gestaan
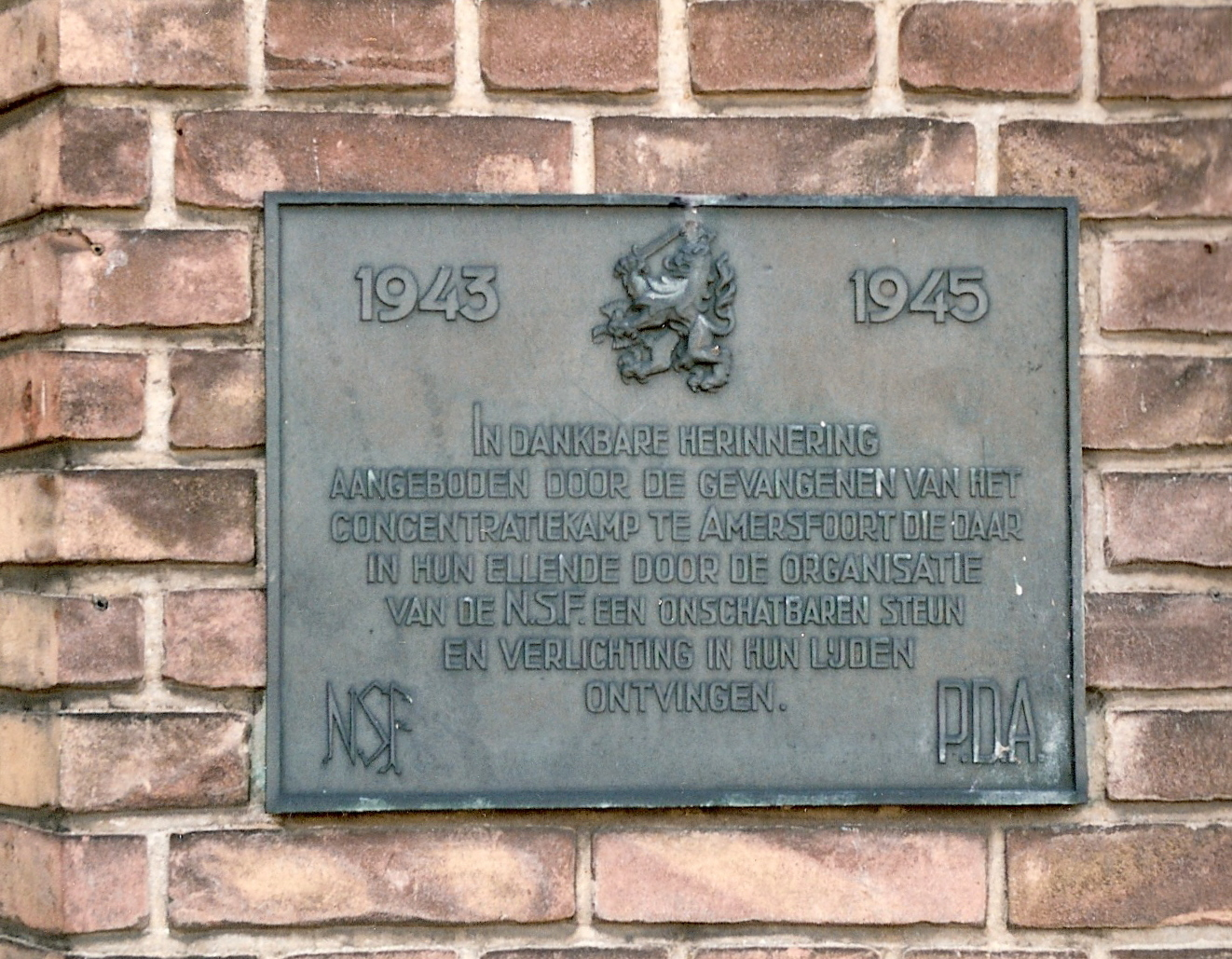
Herdenkingsplaquette van de Nederlandse Seintoestellenfabriek

- Gemeinsame Normdatei: 16022798-7
- International Standard Name Identifier: 0000 0000 8519 2208
- Library of Congress Control Number: nb2005015897
- Nationale Bibliotheek van Israël: 987010679719005171
- Virtual International Authority File: 123046623